# Kataklysmus

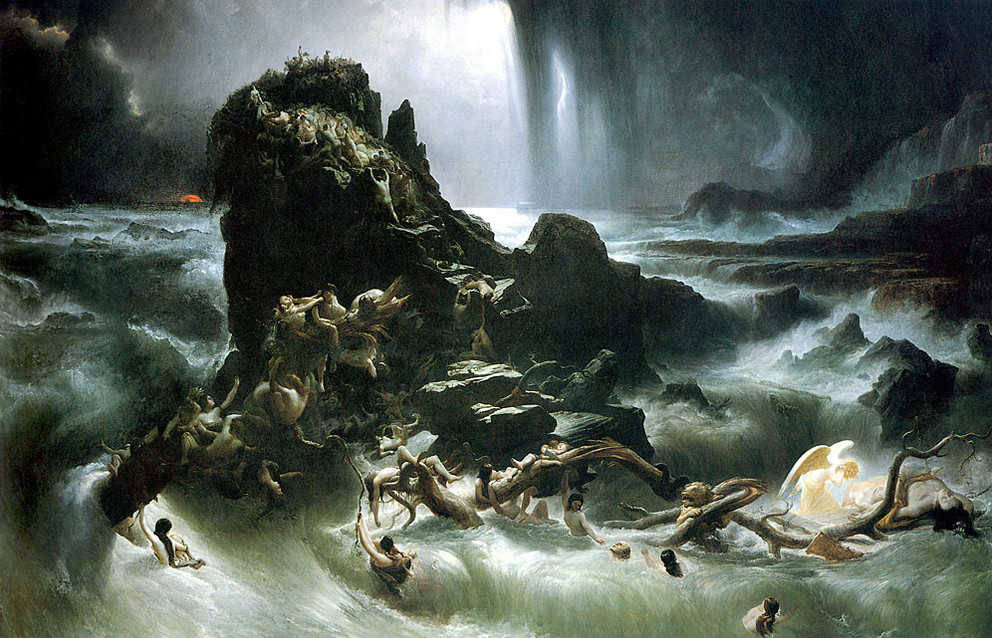
Die Sintflut (Francis Danby, 1837–1839; Tate Gallery, London)

Der Begriff Kataklysmus oder Kataklysmos (lateinisch cataclysmus; von altgriechisch κατακλυσμός kataklysmós, dieses zu κατακλύζειν kataklýzein „überschwemmen“ aus κατά katá „hinunter“ und κλύζειν klýzein „spülen, wegspülen“) bezeichnet eine sehr große, alles zerstörende Katastrophe.

## Geologie
Speziell in der Geologie bezeichnet Kataklysmus eine erdgeschichtliche Katastrophe. 
Die Anfänge der wissenschaftlichen Geologie im 18. und 19. Jahrhundert waren geprägt von den Auseinandersetzungen zwischen den Vertretern der Kataklysmentheorien, die geologische Befunde als Folge der Sintflut zu deuten versuchten (und damit insbesondere den biblischen Zeitrahmen von wenigen Jahrtausenden seit Entstehung der Welt retten wollten), und deren Gegnern, die wesentlich langsamere, über Jahrmillionen hin wirkende Prozesse am Werk sehen wollten.
Aufgrund dieser Auseinandersetzungen wurden in der Geologie Vertreter von Theorien, die mit geologischen Katastrophen operierten, lange Zeit an den Rand gedrängt und ihnen die wissenschaftliche Ernsthaftigkeit abgesprochen.
In den letzten Jahrzehnten hat sich diese Voreingenommenheit langsam verflüchtigt und kataklysmische Ereignisse der Erdgeschichte erfahren die gebührende Aufmerksamkeit. Zu solchen Ereignissen zählen:
- Einschläge großer Himmelskörper, beispielsweise eines Kometen, was als Ursache des Aussterbens der Dinosaurier vermutet wird, siehe K-P-Impakt,
- Ausbrüche von Supervulkanen, beispielsweise der Yellowstone-Caldera,
- globale Eiszeiten, siehe Schneeballerde, oder
- die Explosion einer nahen Supernova.

## Antike
In der griechischen Philosophie trat der Begriff in Zusammenhang mit den Theorien über einen viele Jahrtausende währenden Weltzyklus, auch Großes Jahr genannt, auf. Demzufolge wiederholt sich das Weltgeschehen zyklisch. An den durch das Wiederauftreten bestimmter Planetenkonstellationen markierten Wendepunkten des Zyklus kam es zu großen Katastrophen, und zwar gigantischen Flutereignissen, eben den Kataklysmen, oder zu einem Weltenbrand, der Ekpyrosis.
Kataklysmische Ereignisse erscheinen aber auch sonst in der antiken Literatur, beispielsweise
- bei Platon in Zusammenhang mit der Beschreibung des Untergangs von Atlantis[1] sowie in den Nomoi,[2] oder
- bei Ovid, der in seinen Metamorphosen von zwei Kataklysmen berichtet, nämlich der Flut, die außer Deukalion und seiner Frau alles Leben vernichtet, und dem Absturz des Phaethon, der mit dem Sonnenwagen fast die Erde verbrannt hätte (was einer Ekpyrosis entspräche).

## Christentum
Aufgrund des griechischen Konzeptes war es naheliegend, dass bei der Übersetzung der hebräischen Bibel in das Altgriechische die „Sintflut“ mit „Kataklysmos“ übersetzt wurde (Gen 6,17 ).
Deshalb heißt im orthodoxen Christentum bis heute der Feiertag, der an die Sintflut erinnert, ebenfalls Kataklysmos. Es ist auf Zypern ein gesetzlicher Feiertag, der 50 Tage nach dem orthodoxen Osterfest am Pfingstmontag insbesondere in den Küstenstädten begangen wird. Das Fest weist einen mystischen Bezug zum Wasser auf; nach dem Gottesdienst ziehen viele Gemeinden ans Meer, wo der Priester ein Kreuz ins Wasser wirft und junge Männer danach tauchen; das Auffinden wird als Glückszeichen gedeutet.